# Oricia
Oricia es un género con ocho especies de plantas de flores perteneciente a la familia Rutaceae.

## Especies seleccionadas
- Oricia bachmannii
- Oricia gabonensis
- Oricia klaineana
- Oricia lecomteana
- Oricia leonensis
- Oricia renieri
- Oricia suaveolens
- Oricia swynnertonii
- Oricia transvaalensis
- Oricia trifoliolata